# Clotilde de França
Maria Adelaide Clotilde Xaviera de França (em francês:  Marie Adélaïde Clotilde Xavière de France; Versalhes, 23 de setembro de 1759 – 7 de março de 1802) foi uma princesa francesa, e, rainha consorte do Reino da Sardenha como esposa do rei Carlos Emanuel IV. Ela era politicamente ativa e agiu como a primeira-ministra de facto do seu cônjuge durante o seu reinado.

## Início de vida

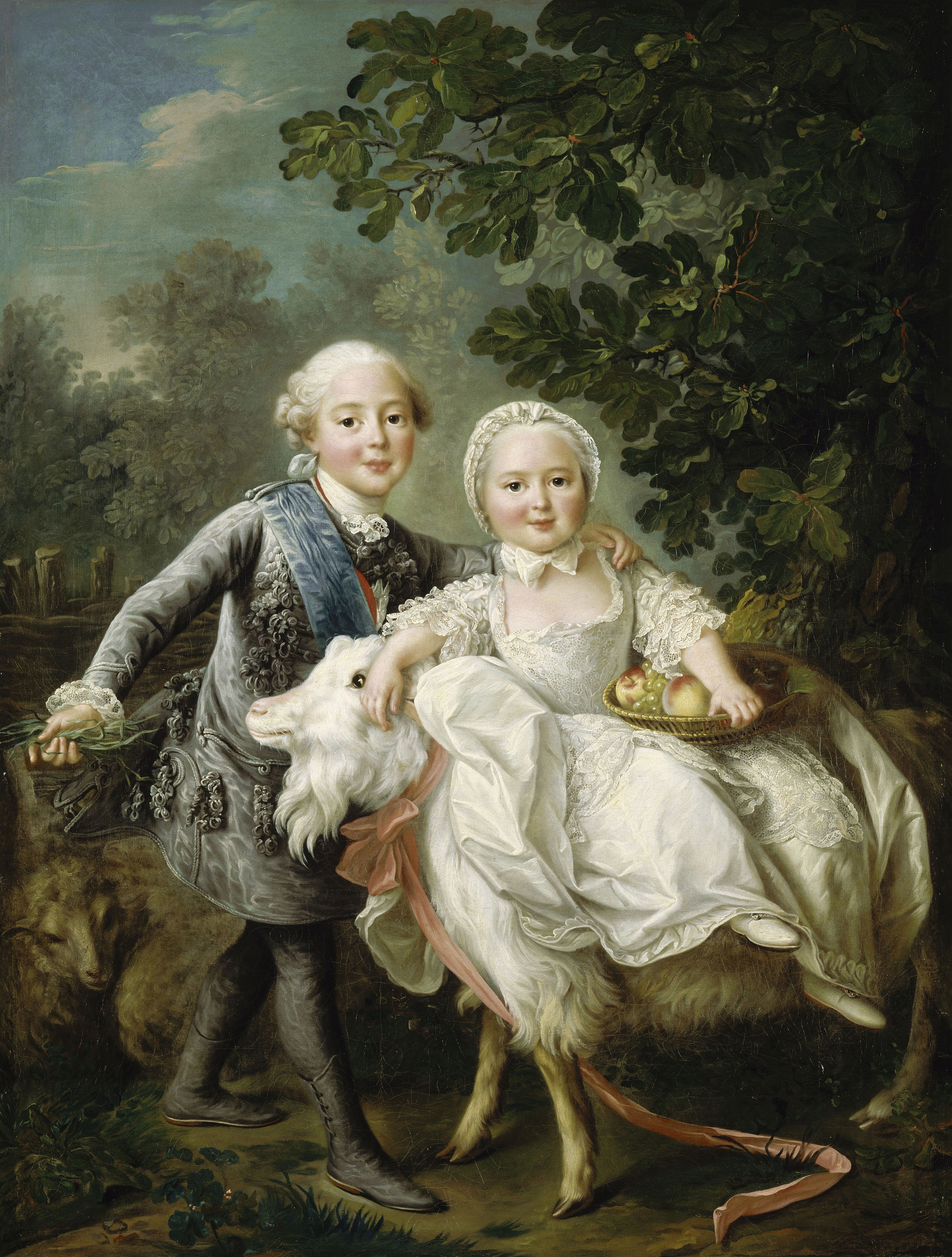
Carlos e a irmã Clotilde em um bode, por François-Hubert Drouais, 1763

Nascida em Versalhes a 23 de setembro de 1759, Clotilde era a filha mais velha de Luís, Delfim da França, o único filho do rei Luís XV de França, e de sua segunda esposa Maria Josefa de Saxônia. Como neta do rei, ela era uma Filha da França. Após a morte de seu avô maio 1774, o irmão mais velho de Clotilde, Luís Augusto, tornou-se o rei Luís XVI.
Clotilde foi criada sob a supervisão da governanta real, a condessa de Marsan, e dada a formação usual de princesas, com foco na religião e virtude, uma educação para a qual ela teria voluntariamente submetido a si mesma. Adaptou-se a estrita devoção católica logo no início e teve o desejo de seguir o exemplo de sua tia, Madame Luisa, para fazer parte da Ordem dos Carmelitas. Porque ela estava acima do peso, Maria Clotilde foi apelidada de Gros-Madame em sua juventude. Ela e sua irmã mais nova Isabel foram criadas por Madame de Marsan após a morte de seu pai em 1765 e sua mãe em 1767. Elas foram ensinadas em botânica por M. Lemonnier, em história e geografia por M. Leblond e em religião por Abbe de Montigat, Cônego de Chartres, e seguiam a corte entre os palácios reais com seus dias divididos entre estudos, caminhadas no parque ou passeios na floresta. Ela se casou e deixou a França logo após que Luís XVI ascendeu ao trono. Maria Clotilde não tem tempo suficiente para formar uma estreita relação com sua cunhada, a rainha Maria Antonieta.
Clotilde foi descrita como passiva e apática, dando a percepção de insensibilidade, mas ela foi, no entanto, muito próxima de sua irmã, o que supostamente tornou sua partida da corte muito difícil. Em 1774, Clotilde se tornou noiva de Carlos Emanuel IV da Sardenha, Príncipe de Piemonte, filho mais velho de Vítor Amadeu III da Sardenha, e de sua esposa Maria Antônia de Bourbon. A união entre Clotilde e Carlos Emanuel era parte de um esquema mais amplo de casamentos. A irmã mais nova dele, Maria Josefina, havia se casado com o irmão mais velho de Maria Clotilde, o Luís, Conde de Provence, o futuro rei Luís XVIII, em 1771.
Em 1773, outra das irmãs de Carlos Emanuel, Maria Teresa, havia se casado com o irmão mais novo de Clotilde, o Carlos Filipe, Conde de Artois, o futuro rei Carlos X. Clotilde não queria se casar, mas ajustada-se com a vontade de seu irmão, perguntou a princesa de Lamballe sobre a personalidade do seu devido esposo e foi ensinada italiano a fim de cumprir o seu papel como eventual Rainha da Sardenha.

## Casamento

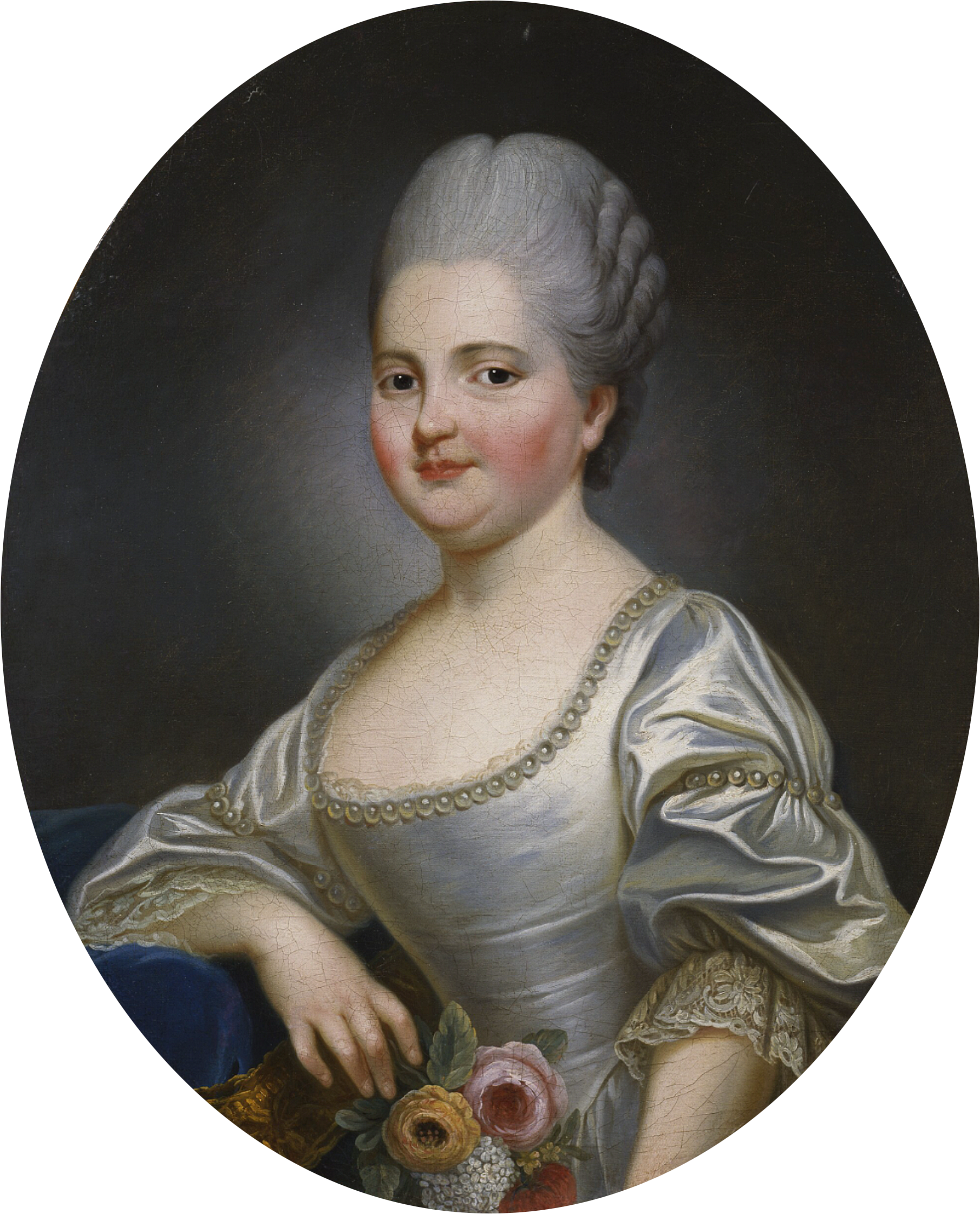
Madame Clotilde, por Joseph Ducreux, c. 1768-1769

Clotilde adaptou-se à estrita devoção católica desde cedo e teve o desejo de seguir o exemplo de sua tia, a princesa Luísa, e ingressar na Ordem dos Carmelitas. Em vez disso, porém, Clotilde teve oficialmente o casamento arranjou em fevereiro de 1775 por seu irmão, o rei Luís XVI, com Carlos Emanuel, príncipe do Piemonte, filho mais velho do rei Vítor Amadeu III da Sardenha e Maria Antónia da Espanha. O casamento entre Clotilde e Carlos Emanuel foi parte de uma série mais ampla de casamentos dinásticos franco-savoyardos que ocorreram em um período de oito anos: após o casamento entre a prima de Carlos Emanuel, a princesa Maria Teresa Luísa de Saboia-Carignano e seu parente Luís Alexandre, príncipe de Lamballe em 1767, a irmã de Carlos Emanuel, Maria Josefina, casou-se com o irmão mais velho de Clotilde, o conde da Provença em 1771, e outra irmã de Carlos Emanuel, Maria Teresa, casou-se com o irmão mais novo de Clotilde, o conde de Artois em 1773. Clotilde não queria se casar, mas se ajustou à vontade de seu irmão. Ela perguntou à princesa de Lamballe sobre a personalidade de seu futuro esposo e aprendeu italiano para cumprir seu papel como eventual rainha da Sardenha.

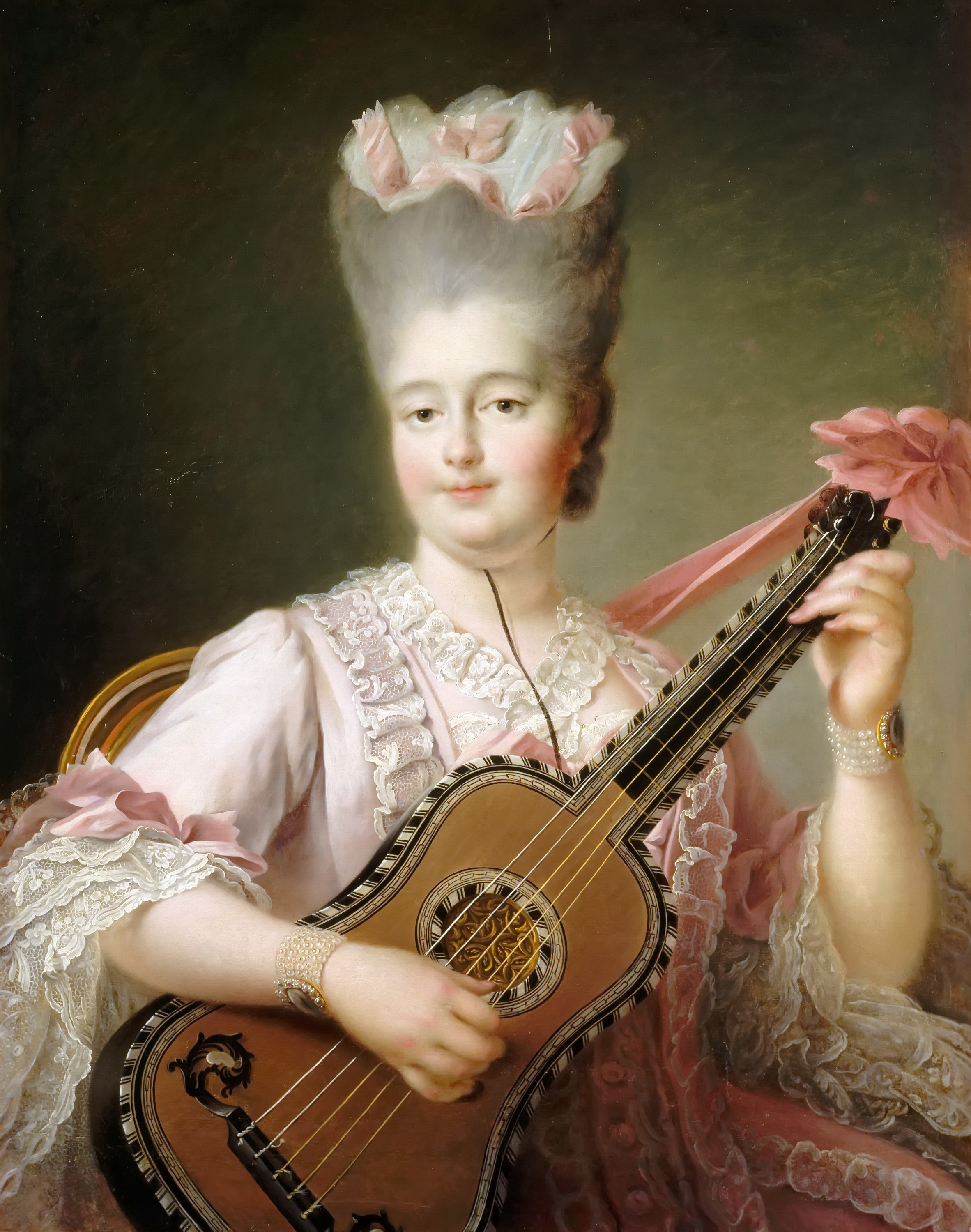
Madame Clotilde tocando viola, por François-Hubert Drouais, 1775

Em 12 de junho de 1775, Clotilde compareceu à coroação de seu irmão Luís XVI em Reims. Em 8 de agosto, o embaixador da Sardenha, conde de Viry, apresentou a proposta oficial a Clotilde de Carlos Emanuel, e no dia 16, o noivado oficial foi anunciado à corte real. Em 21 de agosto de 1775, Luís XVI casou sua irmã Clotilde em Versalhes por procuração com Carlos Emanuel, Príncipe do Piemonte, com seu segundo irmão mais velho, o conde da Provença, como procurador do noivo, e com o cardeal Charles-Antoine de La Roche-Aymon oficiando a cerimônia.
Clotilde partiu de Versalhes em 27 de agosto e separou-se do rei, da Rrainha e de sua irmã em Choisy, antes de continuar com seu irmão, o conde da Provença. A despedida entre as irmãs foi descrita como intensa, com Isabel mal conseguindo se desvencilhar dos braços de Clotilde; a rainha Maria Antonieta comentou: "Minha irmã Isabel é uma criança encantadora, que tem inteligência, caráter e muita graça; ela demonstrou o maior sentimento, e muito acima de sua idade, com a partida de sua irmã. A pobre menina estava em desespero e, como sua saúde é muito delicada, ela adoeceu e teve um ataque nervoso muito grave. Confesso à minha querida mãe que temo estar me apegando demais a ela, sentindo, pelo exemplo de minhas tias, o quão essencial é para sua felicidade não permanecer uma solteirona neste país."
Em Lyon, Clotilde tornou-se popular por seu pedido bem-sucedido de anistia aos desertores presos na prisão da cidade, antes de finalmente chegar à fronteira em Pont-de-Beauvoisin em 5 de setembro. Lá, ela foi separada de sua comitiva francesa e cerimonialmente transferida pelo conde de Clermont-Tonnerre para o conde de Viry e sua nova casa italiana, notadamente sua nova dama de companhia, Madame Theresa Balbi, que se tornaria sua favorita até sua morte. Tendo cruzado a fronteira com sua nova corte, ela foi apresentada a Carlos Emanuel.
Acompanhada por seu irmão, o conde da Provença, e seu marido, ela foi apresentada ao sogro em Les Échelles e à sogra e ao restante da corte sarda em Chambéry, antes de fazer sua entrada formal em Turim em 30 de setembro. O casamento oficial ocorreu em Turim. Na ocasião de seu casamento, houve comentários na corte francesa de que seu noivo havia recebido duas noivas em vez de uma, em referência ao seu peso. Seu sogro estava preocupado que seu peso pudesse afetar sua capacidade de ter filhos. O noivo teria comentado que havia recebido "mais para adorar".

## Princesa do Piemonte
Clotilde estabeleceu um bom relacionamento com sua nova família e se tornou popular com o público. Seu sogro passou a se referir a ela como um anjo da paz por causa de sua frequente mediação entre familiares em conflito, particularmente entre ele e seu esposo.  Ela se adaptou rápida e com sucesso às rígidas regras da corte de sua fervorosa sogra católica, a rainha Maria Antónia, participou obedientemente de todas as atividades de representação esperadas dela em seu papel como princesa herdeira e demonstrou que a moral rígida na corte seria tão rigorosamente mantida em seu futuro mandato como rainha quanto era pela rainha atual. Ela era próxima de suas cunhadas, a duquesa de Aosta e a duquesa de Chablais. Ela era muito querida pelos membros de sua casa por sua consideração por eles, e sua piedade e frequente adoração privada estabeleceram sua reputação de piedade entre o público. Nos seus primeiros anos em Saboia, ela gostava de moda e entretenimento e, apesar da sua reputação de santa, o próprio marido disse que, na verdade, não era da sua natureza ser humilde e submissa, e que ela tinha de lutar para conseguir isso.
Embora a união tenha sido arranjada por razões políticas, Clotilde e Carlos Emanuel tornaram-se devotados um ao outro, unidos em sua piedade e uma forte crença na fé católica. Ela tocava violão enquanto ele cantava, eles estudavam textos religiosos juntos e gostavam de passar o tempo no Castelo de Moncalieri e no Palácio de Venaria para relaxar da etiqueta da corte. O casamento não teria filhos. Preocupações surgiram de que sua dificuldade em engravidar era devido ao seu peso e, durante os primeiros anos de casamento, ela foi submetida a uma série de tratamentos de fertilidade, entre eles uma dieta que a fez perder muito peso. Em 1779, houve um sinal de gravidez que se provou falso e, em 1783, após oito anos de tentativas de ter filhos, Clotilde pediu a Carlos Emanuel que encerrasse as relações sexuais e vivesse em castidade como uti frater et soror, um pedido com o qual ele concordou de bom grado. Carlos Emanuel, sendo de caráter passivo, apoiou-se em Clotilde como uma personalidade mais forte, e ela passou a ter uma grande influência sobre ele como um fator estabilizador e conselheiro, e ela agiu como mediadora durante seus conflitos com seu sogro, o rei, muitas vezes causados pelas dificuldades nervosas de Carlos Emanuel, uma condição que Clotilde assumiu para se esconder dos outros e se estabilizar.

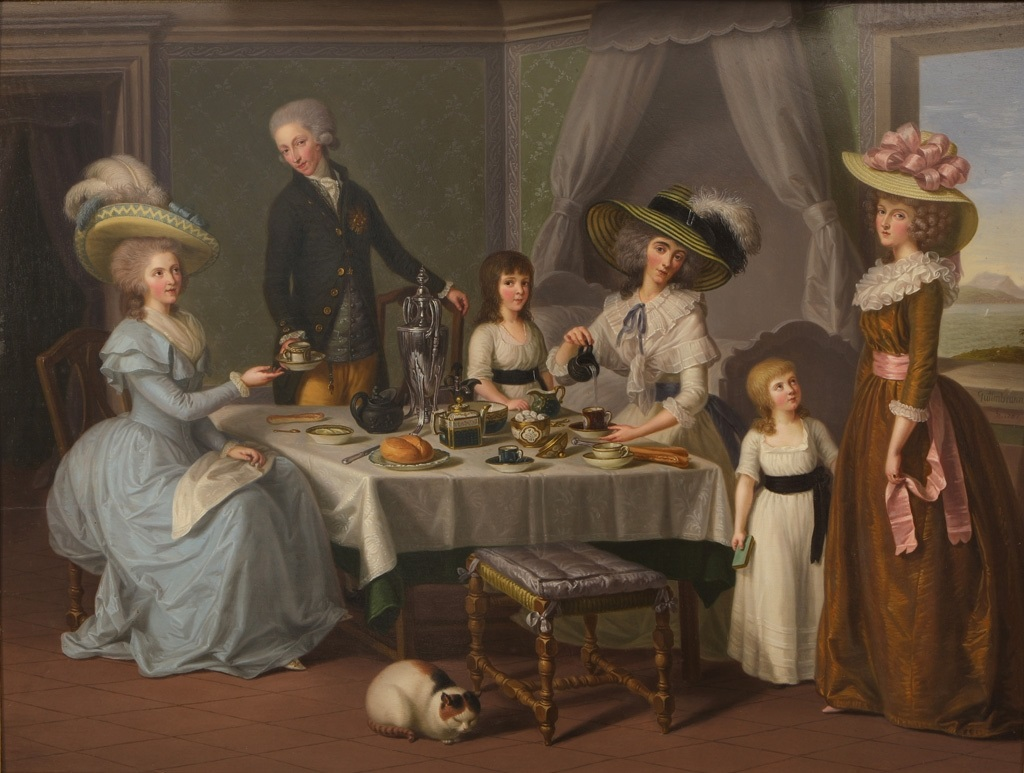
Um chá em Evian dos príncipes do Piemonte - Carlos Emanuel de Saboia e Clotilde de França - com algumas damas inglesas, por Ludwig Guttenbrunn, 1787

A Revolução Francesa provou ser um desastre para sua família. Seu irmão mais novo, o conde de Artois, deixou a França em 1789 e recebeu permissão de Turim para ficar lá sob a proteção de seu sogro, o rei. Clotilde também abrigou Luís José, príncipe de Condé, Luísa Adelaide de Bourbon-Condé, Luís António, duque de Enghien, bem como, em março de 1791, suas tias Mesdames de França, Adelaide e Vitória. Após a partida de seu irmão, o conde de Artois, sua cunhada, a condessa de Artois, afundou em depressão e pensou em se tornar freira, mas foi convencida a não fazê-lo por Clotilde, que apontou seu dever para com seus filhos. Durante este período, Turim estava cheia de emigrantes franceses aristocráticos, que eram muito odiados pelo público no Piemonte e também fizeram com que o Piemonte fosse considerado um inimigo pelo governo de Paris, e Clotilde foi colocada em uma situação difícil, já que sua atividade de caridade entre a comunidade de emigrantes franceses foi notada.
Na década de 1790, Clotilde foi descrita pela exilada Élisabeth Vigée Le Brun como notavelmente mudada em sua aparência e personalidade. Como a estadia de Vigée Le Brun na Itália ocorreu entre 1789 e 1792, e Clotilde foi recebida por cartas de apresentação das Mesdames de França, o encontro provavelmente ocorreu em 1791 ou 1792, apesar de Vigée Le Brun – talvez em retrospecto – ter se referido a Clotilde e seu esposo como rei e rainha, embora eles ainda fossem, na verdade, príncipe e princesa do Piemonte naquela época:
"As duas tias de Luís XVI foram gentis o suficiente para me entregar cartas a Clotilde, Rainha da Sardenha, sobrinha delas. Elas mandaram dizer que desejavam muito que eu as retratasse e, consequentemente, assim que me instalei, apresentei-me diante de Sua Majestade. Ela me recebeu muito bem depois de ler as cartas da Princesa Adelaide e da Princesa Vitória. Disse-me que lamentava ter que recusar o convite das tias, mas que, tendo renunciado completamente ao mundo, deveria recusar ser pintada. O que vi, de fato, pareceu bastante condizente com sua declaração e sua determinação. A Rainha da Sardenha tinha o cabelo curto e usava na cabeça um pequeno gorro, que, como o resto de sua vestimenta, era o mais simples que se possa imaginar. Sua magreza me impressionou particularmente, pois eu a vira muito jovem, antes do casamento, quando sua corpulência era tão pronunciada que era chamada de "Milady Gorda" na França. Seja essa mudança causada por práticas religiosas muito austeras, seja pelos sofrimentos que os infortúnios de A família a fizera passar por isso, o fato é que ela havia se transformado a ponto de ficar irreconhecível. O Rei se juntou a ela na sala onde ela me recebeu. Ele também estava tão pálido e magro que era doloroso vê-los juntos."
Seu irmão mais velho, o rei Luís XVI, sua cunhada, a rainha Maria Antonieta; e sua irmã mais nova, a princesa Isabel, foram todos executados em 1793-94. Clotilde considerava seu irmão um mártir católico, mas teria sido mais afetada emocionalmente pela execução de sua irmã, que se tornou um ponto de virada em sua vida. Ela inicialmente nutria boas esperanças de que Isabel não fosse executada, devido à sua importância política comparativamente pequena, e a notícia de sua execução foi, portanto, um choque. Seu esposo lhe disse que eles deveriam fazer um sacrifício, ao que ela entendeu imediatamente, respondeu: "O sacrifício está feito!" e desmaiou. Ela participou de uma procissão pública de penitência até a Igreja do Pere Philippins em Turim, onde anunciou a morte de sua irmã e ordenou que orações fossem feitas por ela, e depois disso falou dela como uma santa. Após a execução de sua irmã, Clotilde declarou sua intenção de viver o resto de sua vida em estado de penitência: deste ano até sua morte, ela usou apenas vestidos simples de lã azul, cortou o cabelo e o cobriu com uma touca simples, descartou todas as suas joias, exceto um anel e uma cruz, e parou de frequentar o teatro e a ópera. Foi notado que ela recebeu o embaixador da República Francesa, Ginguen, com gentileza, o que despertou surpresa, mas ela comentou que considerou isso um ato cristão.

## Rainha da Sardenha
Em 1796, com a adesão de seu marido ao trono, Marie Clotilde tornou-se a Rainha da Sardenha. Em 6 de dezembro de 1798, a Primeira República Francesa declarou guerra à Sardenha. Carlos Emanuel foi forçado a abdicar todos os seus territórios no continente italiano e retirar-se para a ilha da Sardenha.
Durante o seu reinado em exílio do continente da Sardenha o casal viajou entre os estados italianas, bem como as suas próprias províncias - tais como a ilha da Sardenha, em 1800 - e manteve relações diplomáticas com a esperança de voltar a Turim. Durante este período, Clotilde serviu de porta-voz, de facto chefe conselheira e primeira-ministra de Carlos Emanuel e, de facto, lidou com o governo da Sardenha no exílio, demonstrando tanto a habilidade diplomática e um apoio estável para Carlos Emanuel, que se recusou a abdicar seu escritório, enquanto ela estava viva, apesar das demandas de seus irmãos para fazê-lo. Apesar de sua atividade política, no entanto, Clotilde sempre minimizou sua personalidade, tanto pública como privada.
Carlos Emanuel e Clotilde viveram em Roma e depois em Nápoles como os hóspedes da rica família Colonna. Clotilde cuidou da tia do marido, a princesa Maria Felicidade de Saboia, quando ela ficou doente em Nápoles, em 1801.
Clotilde morreu em 7 de março de 1802. Carlos Emanuel ficou tão comovido com sua morte que ele abdicou em 4 de junho de 1802 em favor de seu irmão mais novo, Vítor Emanuel. Ela foi enterrada na Igreja de Santa Caterina a Chiaia, em Nápoles. O Papa Pio VII, que tinha conhecido pessoalmente Clotilde, declarou sua venerável em 10 de abril de 1808, o primeiro passo para sua beatificação.
Quando a Casa de Bourbon foi restaurada após a queda de Napoleão em 1814, seus dois irmãos sobreviventes ascenderam ao trono da França: o conde de Provença como o Rei Luís XVIII de França (1814-1824), e o conde d'Artois como o Rei Carlos X de França (1824-1830).